# Tony Desjardins
Pour les articles homonymes, voir Desjardins.
Tony Desjardins, né le 29 juillet 1814 à Lyon et mort le 11 juin 1882 au château d'Hostel, sur la commune de Belmont-Luthézieu, est un architecte français. Il fut l’architecte en chef de la ville de Lyon à partir de 1854. Il fut également architecte diocésain du 16 décembre 1848 jusqu'à sa mort.
Il est le père de Paul Desjardins (naissance en 1847), également architecte.

## Biographie

### Années de formation
Tony Desjardins fait son instruction au pensionnat Michel de Lyon. À l’âge de 14 ans, il part en Allemagne pour poursuivre ses études. À cette époque, les études à l’étranger sont complexes et coûteuses. Le père de Tony Desjardins tient néanmoins à cette éducation qui lui coûte cher.
En 1831, Tony Desjardins retourne dans sa ville natale où il est admis à l’École Saint-Pierre. Ses dessins y sont déjà remarqués pour leur qualité. L’élève démontre un intérêt particulier pour la Renaissance alors que la plupart de ses camarades s’inspirent plutôt de motifs antiques. En 1835, il entre à l’école des Beaux-Arts de Lyon. Il étudie dans la classe d’Antoine-Marie Chenavard. En 1836, Tony Desjardins reçoit un premier prix d’architecture au Concours ouvert à l’École Saint-Pierre de Lyon pour son projet d’église paroissiale.
En 1836, Tony Desjardins étudie à l'école des Beaux-Arts de Paris dans la classe de Jacques-Félix Duban (1798-1870). En même temps, il est élève à l’École d’architecture de Paris. Puis, il revient dans sa ville natale pour travailler dans le cabinet de Louis Dupasquier.

### 1848-1882: architecte du diocèse de Lyon

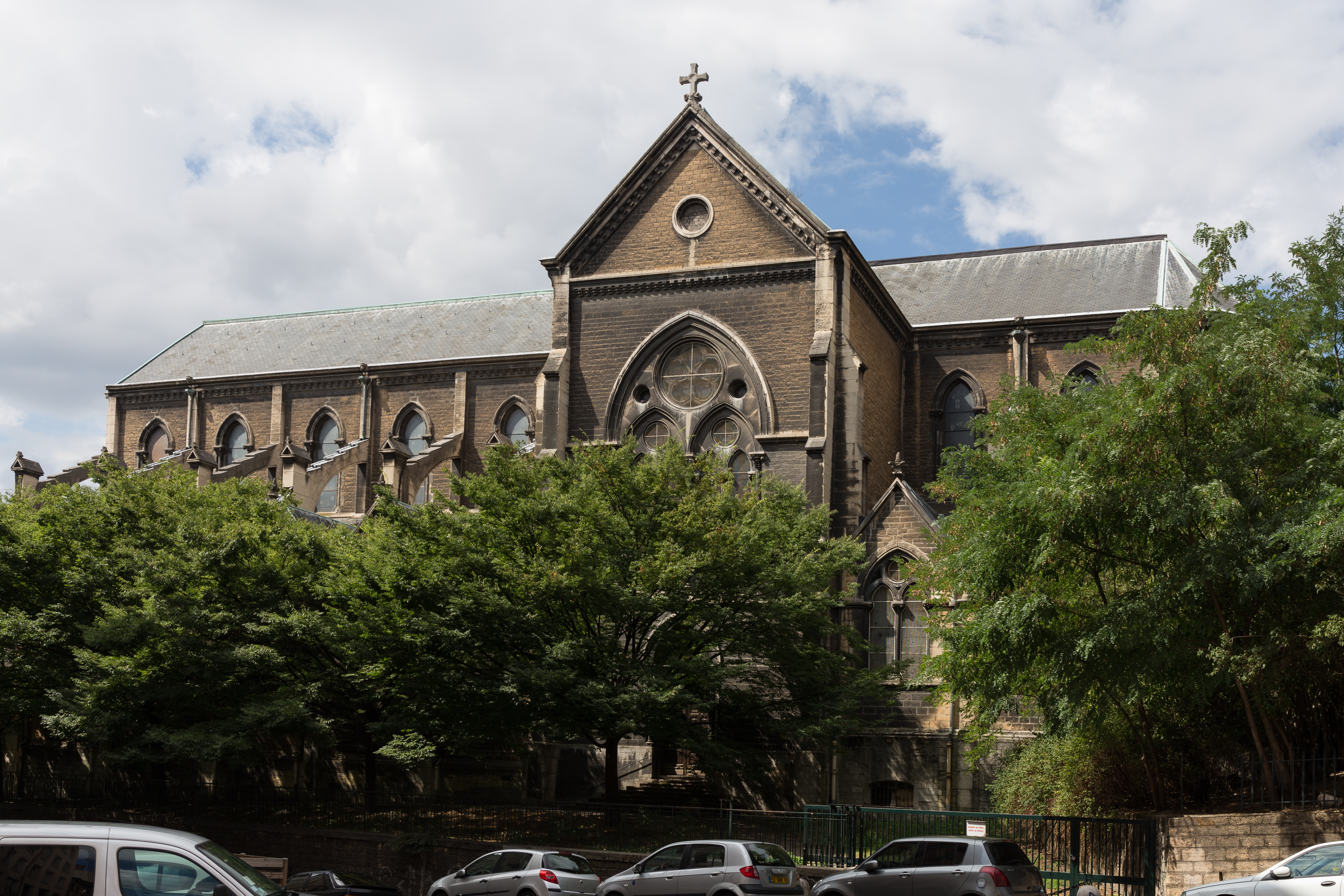
L'église Saint-Bernard de Lyon

En 1837, Tony Desjardins devient répétiteur et professeur de dessin à l'École de La Martinière avant d'occuper deux postes clés dans le monde de l'architecture lyonnaise.
En décembre 1848, il est nommé architecte du diocèse de Lyon, poste qu'il occupera jusqu'à sa mort en 1882. Dans le cadre de ses fonctions, Tony Desjardins réalise, supervise et intervient dans de nombreux travaux d'architecture, tant à Lyon que dans le diocèse ou dans le département du Rhône. À Lyon, il construit l'église Saint-Bernard (en collaboration avec l'architecte Hugues-François Dubuisson de Christot) et l'église Saint-André, puis le grand séminaire de Saint-Irénée et réalise la décoration de la chapelle de l'archevêché. Il construit de nouvelles églises paroissiales dans la Loire (à Firminy, à Roanne, à Montbrison) ainsi que dans le Rhône (à Tarare, à Anse, à Marnand, à Pierre-Bénite, à Villechenève, à Valsonne, à Fleurie, à Brouilly). Parallèlement, il mène de nombreux chantiers de restauration dans la Loire, comme à l’abbaye de Charlieu ou au prieuré d’Ambierle. Il mène également ce type de chantier dans le Rhône, notamment dans les églises de Saint-Pothin de Lyon, de Salles-Arbuissonnas-en-Beaujolais, de Villefranche-sur-Saône, de Saint-Georges-de-Reneins, dans la chapelle du château de Châtillon, etc.
Tony Desjardins travaille à plusieurs reprises sur la Primatiale Saint-Jean de Lyon. On lui attribue plusieurs croquis de maître-autel lorsque celui-ci était en projet.Il a depuis 1847 le projet de relever la charpente et de la droiture de la grande nef, et celui-ci se concrétise un an après sa nomination en tant qu’architecte en chef de Lyon, en 1855. Ces travaux s’achèvent vers 1861. Il travaille aussi à la finition de la cathédrale. On a en effet retrouvé des croquis de flèches réalisés d’après une idée du Cardinal de Bonal. Son choix se porte sur un style « néo-gothique fleuri ».
Durant longtemps, Desjardins rêve de remanier le Palais archiépiscopal de Lyon, dit Palais Saint-Jean. Il dessine de nombreux projets, mais peu sont considérés et encore moins réalisés, faute de budget suffisant. Au total, il fait raser une tour médiévale du Palais et fait couvrir une autre dans style néo-gothique après l’avoir rabotée.

L’architecte fait aussi orner les fenêtres côté Saône de frontons triangulaires, ainsi que de larmiers sur les côtés. Enfin, il coiffe une tourelle d’escalier d’une poivrière agrémentée d’une girouette. Néanmoins, à la suite de travaux ultérieurs, il est ardu de définir l’étendue exacte de ses travaux et de comprendre quelles tours étaient concernées. Son fils, Paul Desjardins, prend sa suite et continue en 1909 les rénovations du Palais.

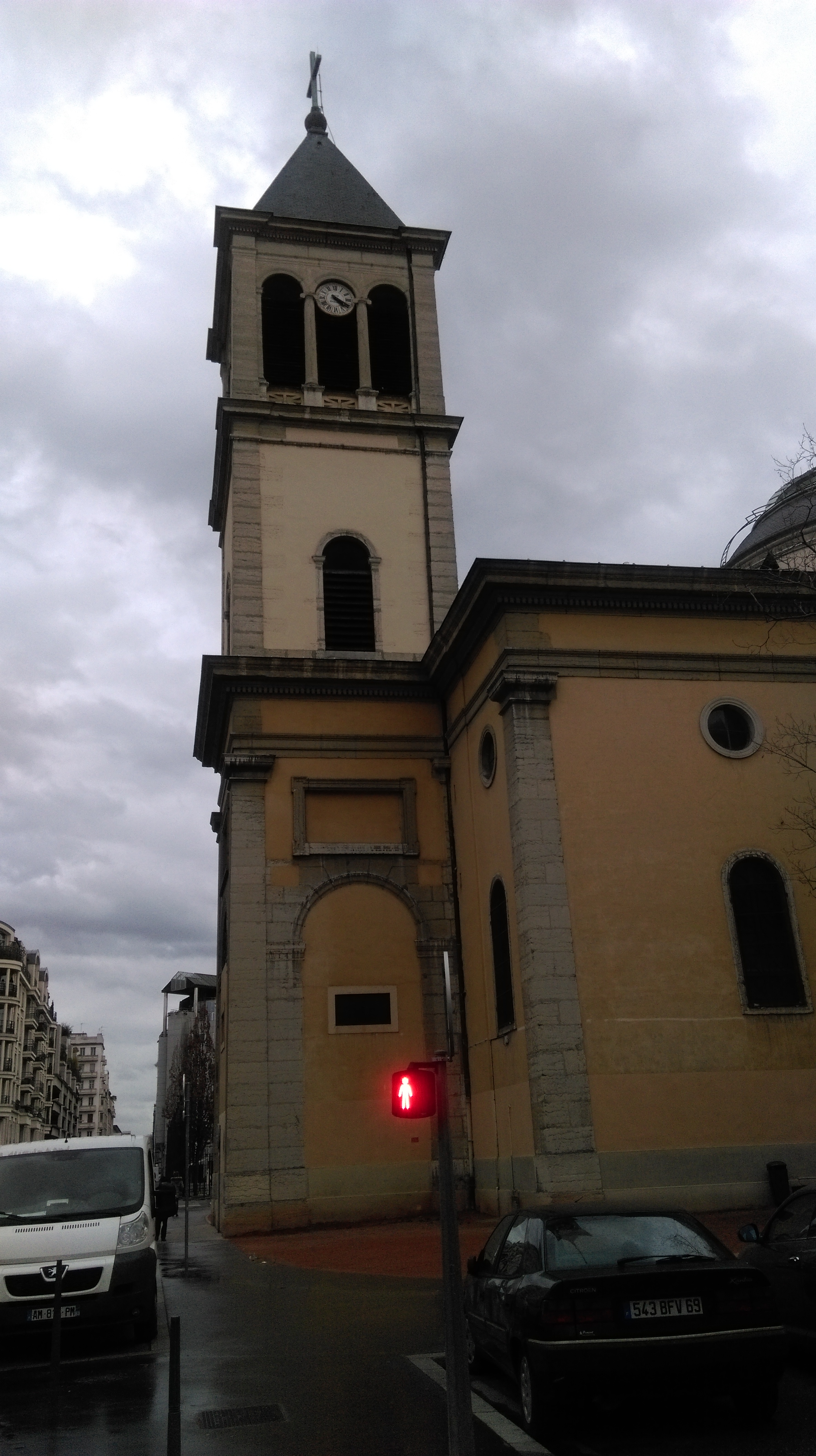
Le clocher de l'église Saint-Pothin de Lyon

### 1854-1870: architecte en chef de la Ville de Lyon
En juillet 1854, le préfet Claude-Marius Vaïsse le nomme architecte en chef de la Ville de Lyon. Tony Desjardins occupe ce poste jusqu'à la chute de l’Empire, en octobre 1870, tout en étant également membre du Conseil départemental des bâtiments civils du Rhône. Il mène au cours de ces années de nombreux projets, qui ne sont pas tous réalisés ; néanmoins, il a changé le visage de l’architecture de la Belle Époque à Lyon. Le premier grand changement qu'il introduit est de séparer le service d’architecture de celui de la voirie municipale. De plus, son règne inaugure une période d’intense constructions, reconstructions et opérations d’urbanisme.
Il est élu à l'Académie des sciences, belles-lettres et arts de Lyon le 4 décembre 1855.

## Réalisations

### Travaux publics

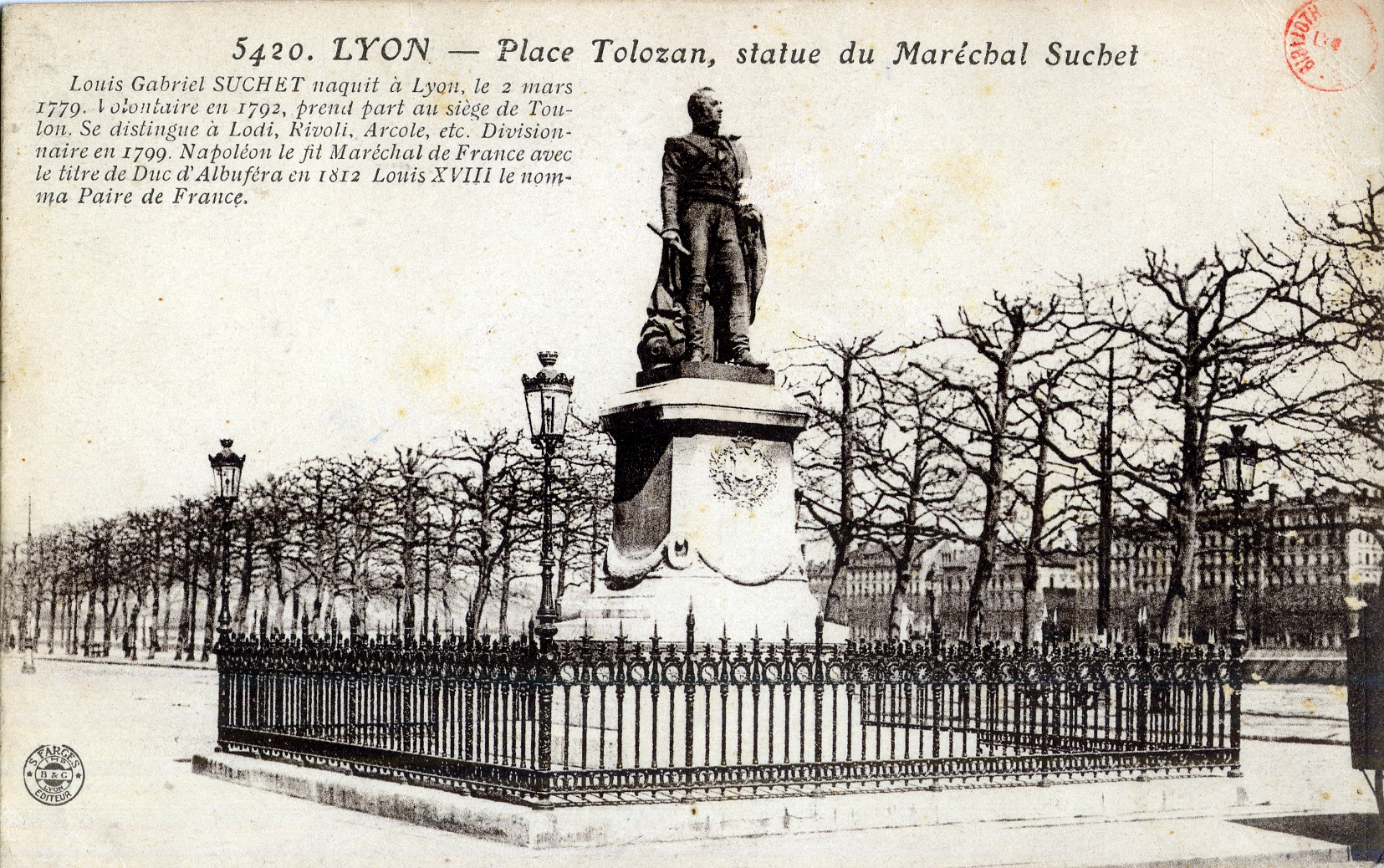
Statue du Maréchal Suchet produite selon les plans de Tony Desjardins

Tony Desjardins dirige la restauration générale de l'Hôtel de ville de Lyon (1854-1866). À la suite de René Dardel, Tony Desjardins élargit le Palais des Arts (l'actuel Musée des Beaux-Arts) qui n’a cessé de s’enrichir depuis sa création, en érigeant une aile du côté de la rue de l’Impératrice et de la rue du Plâtre.
Il édifie de façon éclectique à la fois un lycée à Saint Rambert-l’Ile-Barbe (l'actuel collège Jean-Perrin), un marché aux bestiaux couvert et un abattoir à Vaise. Entre 1858 et 1859, la première des Halles de Lyon est réalisée selon ses plans, avec une structure métallique, pour laquelle il reçoit la mention honorable du jury international de l’Exposition des Beaux-Arts de Paris.
Desjardins fait aussi réaliser une statue (et le piédestal de celle-ci) du Maréchal Suchet, place Tolozan, aujourd’hui disparue.
Il fait aussi construire une nouvelle mairie pour le 4e arrondissement  ainsi qu'un hôtel de police, rue Luizerne (aujourd'hui il s'agit de la rue Major-Martin.) Il construit au début des années 1850 deux pavillons sur la place Bellecour. L’un devient l’office du tourisme en 1925, après avoir perdu son fronton sculpté.
Il aurait aussi fait ériger une statue de bronze sur cette place, mais celle-ci ayant été détruite avant 1925, il n'en reste pas de traces.
Desjardins est aussi l’architecte, avec les sculpteurs Guillaume Bonnet et Charles Dufraine, de la fontaine de la place du Maréchal-Lyautey dite « Fontaine Morand » construite de 1862 à 1865. Ce monument commémore un évènement politico-administratif : le rachat des péages des ponts du Rhône par la ville en 1860. La fontaine a été élevée grâce à la volonté des habitants et de la Ville.
Cette fontaine demeure un de ses ouvrages les plus importants, notamment en raison des contrastes qu’elle offre en fonction de la position du soleil.
Tony Desjardins fait aussi ériger une autre fontaine sur la place des Jacobins, plusieurs piédestaux de statues, des bureaux d’octroi, des salles d’asile, etc. Il restaure aussi le Théâtre des Célestins et le Mont de piété (aujourd’hui Crédit municipal de Lyon), en plus de l’Hospice d’Aligre, à Bourbon-Lancy en Saône-et-Loire (actuel Centre Hospitalier).
Le 4 septembre 1870, l’Hôtel de ville de Lyon est occupé à la suite de l’instauration de la Troisième République et quelques endroits en sont détériorés. Même si Tony Desjardins se défend en affirmant que de par sa fonction il se devait de se tenir à l’écart des questions politiques, le maire est insatisfait du travail de Tony Desjardins lors de ces événements et le congédie le 13 octobre 1870. C’est un ingénieur, M. Celler, qui lui succède. M. Hirsch, un des disciples de Desjardins nommé directeur du bureau d’architecture municipale, continue à solliciter ses services pour certains travaux. Tony Desjardins devient d’ailleurs membre de la Commission municipale(équivalent du Conseil Municipal) en octobre 1873.

#### Travaux privés
Desjardins réalise divers plus petits travaux au cours de ses années en tant qu’architecte en chef, surtout en fonction de ses commandes. Ainsi, il réalise en 1861 un caveau dans le cimetière de Loyasse (Lyon) pour le compte de la famille d’Aubarède.

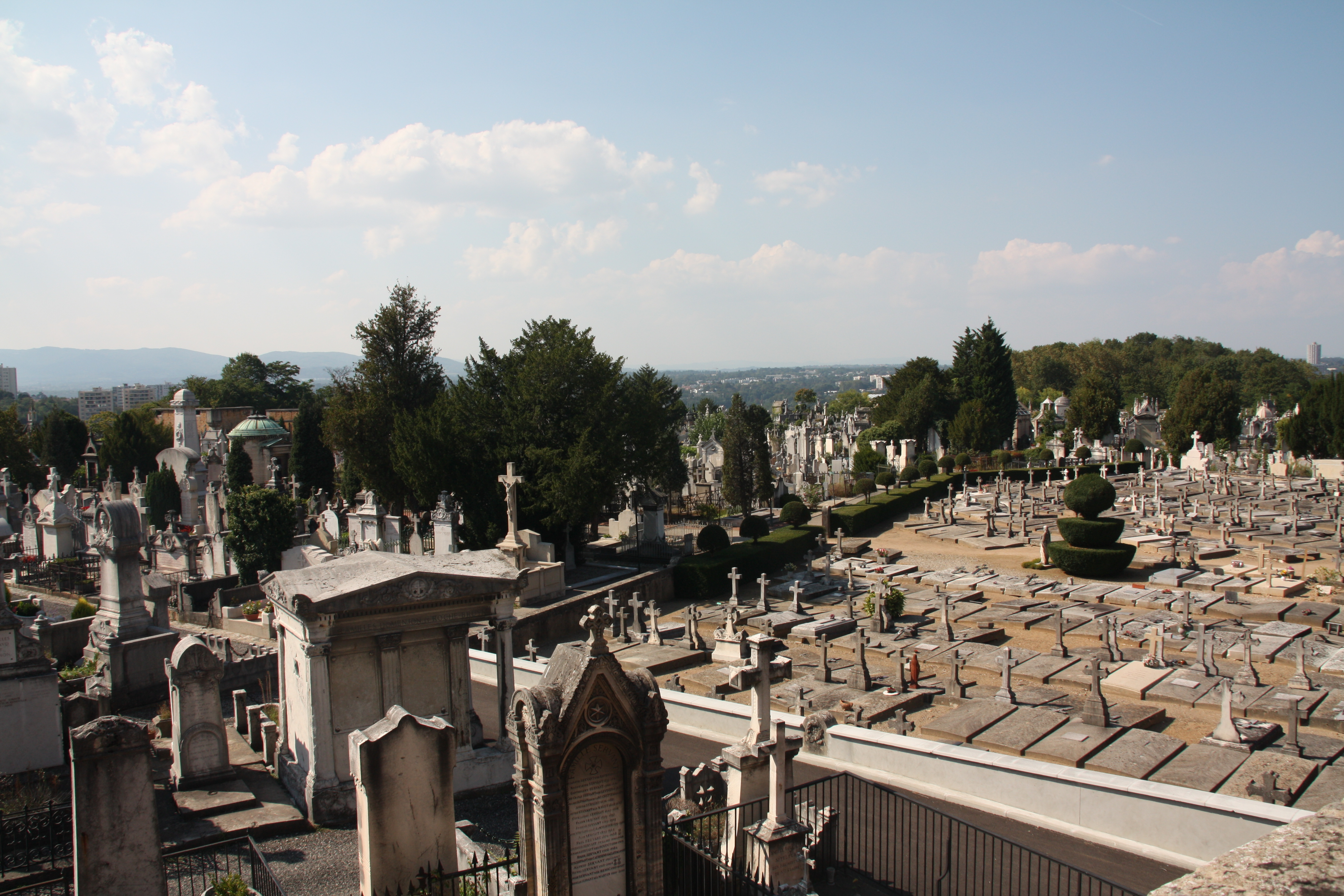
Vue générale du cimetière de Loyasse à Lyon

 Dans le cimetière de la Guillotière, il fait construire le caveau de la famille Combalot.
Après la fontaine de la place Morand, il s’attèle à la réalisation de quatre fontaines sur la place Perrache. Emile Perret de la Menue explique qu’ «un bienfaiteur lyonnais, léguait à la ville une somme importante ; il voulait que cette somme fût spécialement consacrée à établir sur la place de l’Impératrice un service d’eau mis à la disposition du public. Le programme était facile à remplir».
Desjardins a  un projet de cercle des Arts pour lequel il dessine de nombreux croquis de façades, mais qui reste à jamais irréalisé
Cette idée de projet mélange les styles : tout à la fois antique, médiéval, parisien, vénitien et lombardien.

Il réalise un certain nombre de maisons particulières :

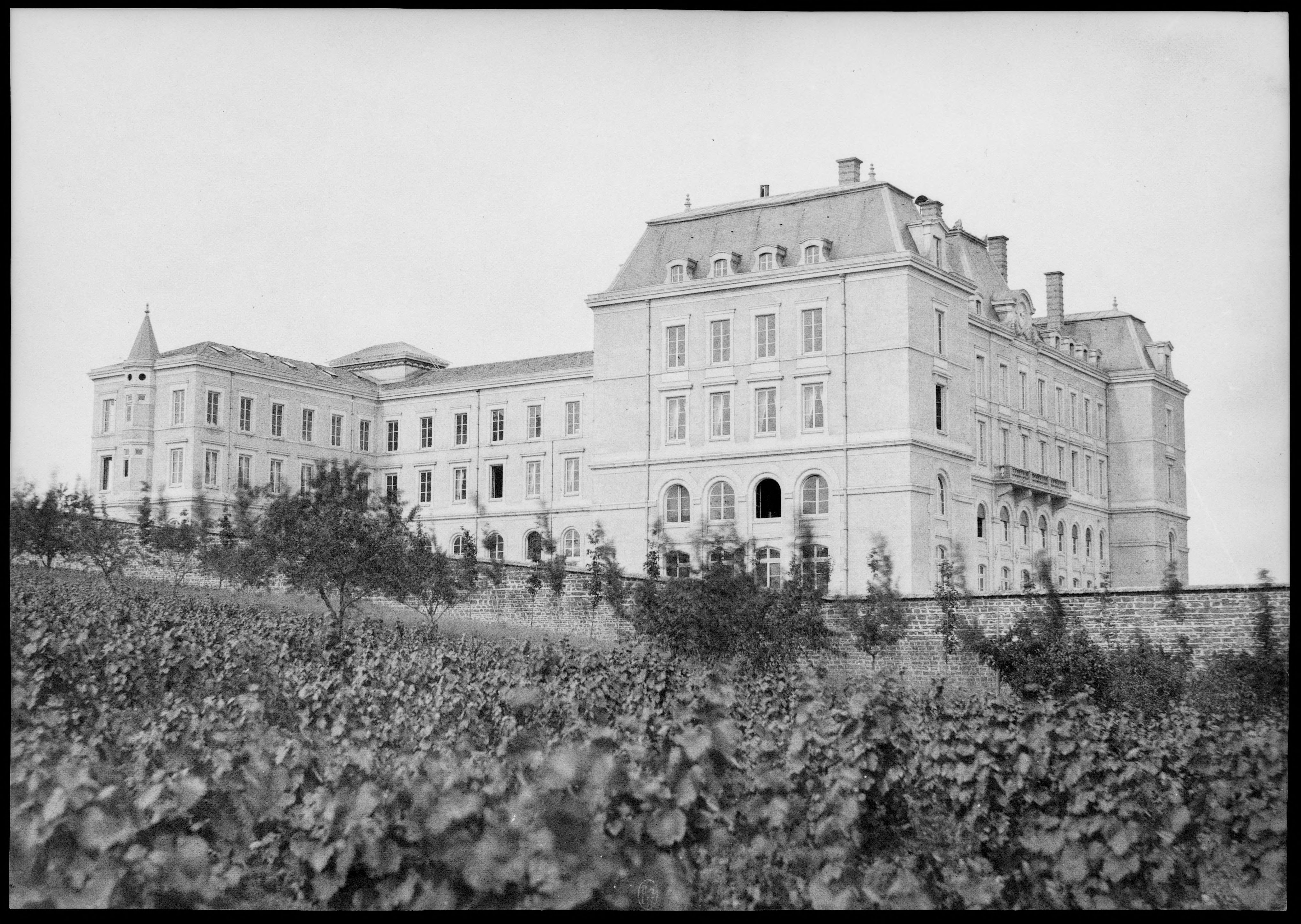
L'ancien lycée Saint-Rambert se nomme aujourd'hui collège Jean-Perrin

- Maison Blanchon, devant l’église Saint Nizier ;
- Maison Courajot, aux Brotteaux ;
- Grande maison de la boucherie des Terreaux ;
- Maison Ribollet ;
- Ainsi que d’autres maisons dans la région[11].

### Engagement envers le passé: archéologie et réminiscences médiévales

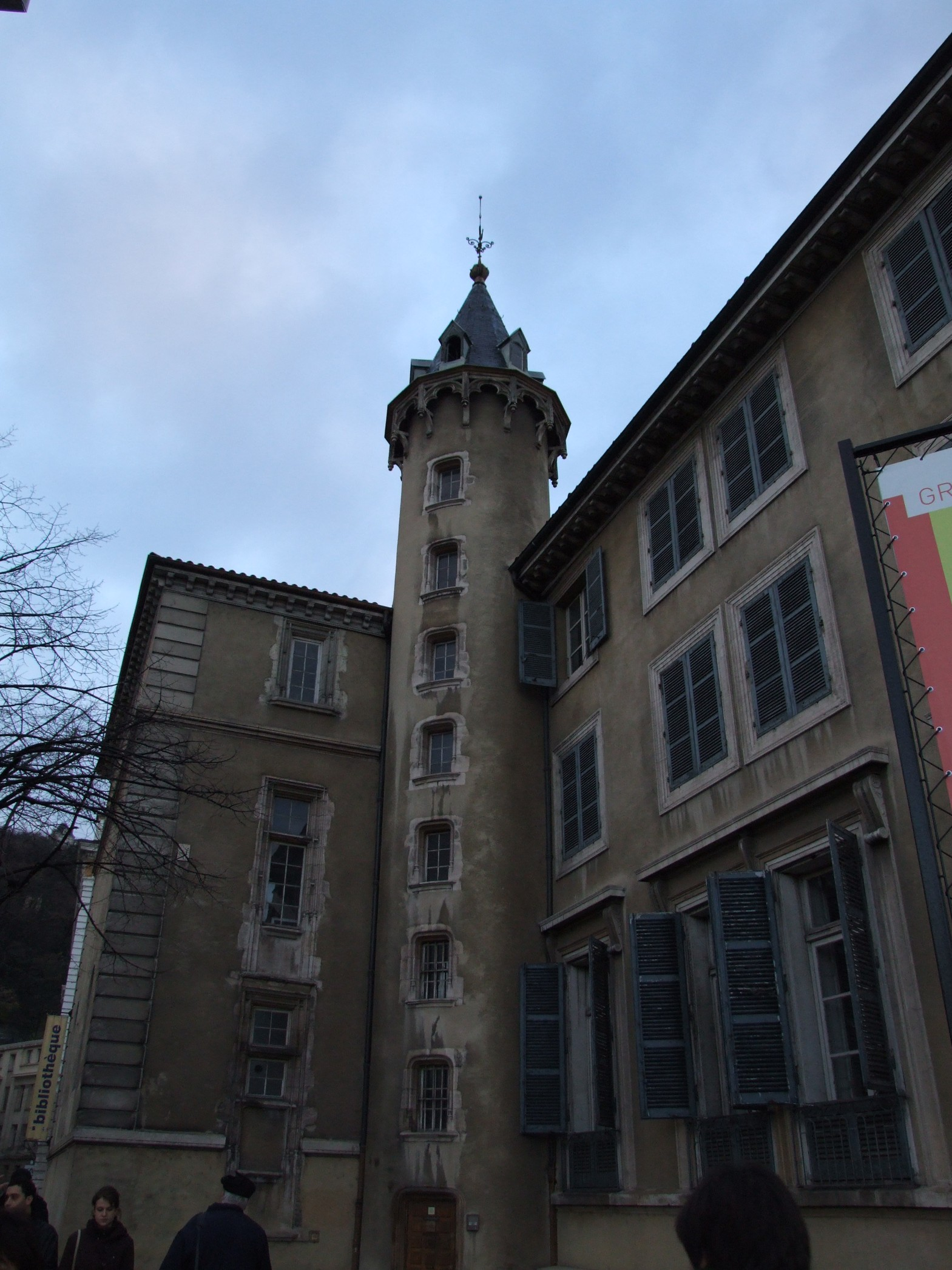
Une tour du Palais Saint-Jean de Lyon (France) qui a été reconverti en bibliothèque

Tout au long de sa carrière, Tony Desjardins s’inspire de l’architecture médiévale. Cet intérêt est visible notamment dans les travaux de rénovations de la cathédrale Saint-Jean de Lyon, dont il dessine les flèches dans un style néo-gothique. Ce faisant, il s’inscrit dans la lignée d’Eugène Viollet-le-Duc et plus largement, dans un mouvement de restauration des édifices médiévaux en France qui a commencé vers 1830. Ces rénovations sont contestées sur certains aspects, puisque Tony Desjardins aurait fait détruire une tour médiévale du palais Saint-Jean et il aurait ajouté une couverture de style néo-gothique à une tour déjà existante.
Ces restaurations impliquent un risque d’anachronisme et d’ajouts d’éléments non-vérifiées historiquement.
Tony Desjardins a aussi dessiné des chapelles de style gothique, comme celle du château de Vaurenard, construite en 1848. Cette chapelle est la première qu’il conçoit. Son décor s'inspire de la Sainte-Chapelle de Paris, avec des teintures en trompe-l’œil, une voûte étoilée ainsi que des colonnettes peintes.
Cet intérêt pour le passé le pousse à acheter le château d’Hostel, à Belmont, tout près de Vieu-en-Valromey. Il finance des fouilles archéologiques dans cette région et compte ainsi augmenter son musée d’antiquités qu’il installe dans son château. Ces fouilles sont entreprises avec l’aide de M. Guigue. En 1869, Tony Desjardins écrit sa Notice sur les Antiquités du village de Vieu-en-Valromey. Il écrit au cours de sa carrière plusieurs traités d’archéologie et d’histoire. Il travaille dans le chantier de fouilles plus intensivement à partir de 1868, année où prend fin la restauration de l’Hôtel de ville de Lyon.
Jusqu’à un certain point, Tony Desjardins joue donc un rôle de mécène vis-à-vis de l’art antique et médiéval. En 1855, Tony Desjardins prononce une conférence sur l’archéologie à l’Académie de Lyon. Dans ce discours de réception, il critique la tendance de son époque à ne s’intéresser qu’à l’archéologie gréco-romaine au détriment d’autres civilisations tout aussi dignes d’intérêt, comme les civilisations arabes, du Bas-Empire, des époques romanes et gothiques. L’architecte déplore la dévalorisation dont est victime le Moyen Âge depuis la Renaissance. Il considère qu’une dépréciation de cette époque imprègne la façon dont ses contemporains considèrent les œuvres médiévales. Malgré ses critiques, Tony Desjardins n’en est pas moins un fervent défenseur de l’esthétique de l’Antiquité.

### Rénovations de l’Hôtel de ville de Lyon

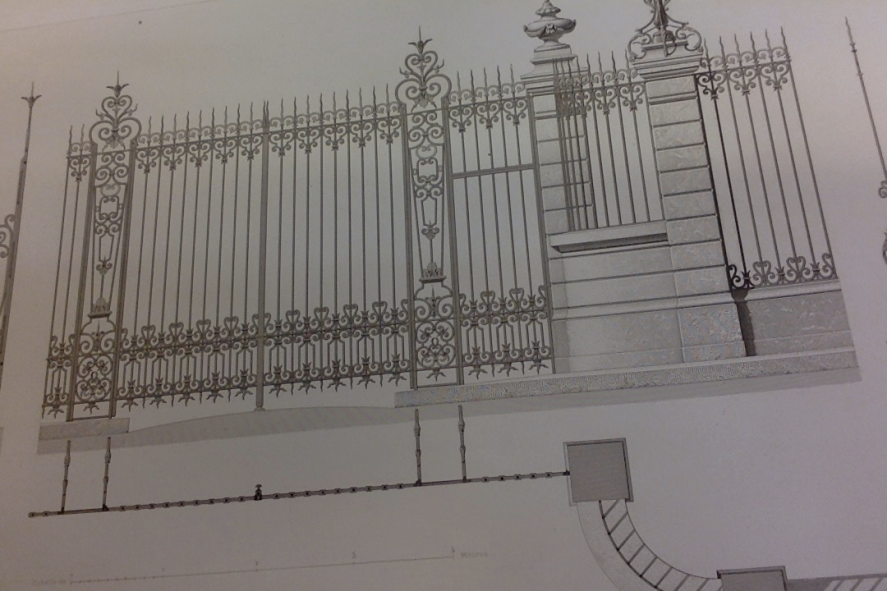
Gravure pour les restaurations de l’Hôtel de ville de Lyon

L’Hôtel de ville de Lyon est endommagé par le temps et les révolutions. C’est M. Reveil, maire de Lyon, qui décide d’entreprendre les travaux de rénovations dès 1850.
M. Dardel, alors architecte en chef de la ville, commande la restauration du beffroi qui s’effectue sur une durée d’un an. Puis, en 1853, sous l’administration de M. le préfet Vaïsse, M. Dardel propose un plan de rénovation général qui conduira les travaux jusqu’en 1855.
Lorsque Tony Desjardins entre en poste d’architecte en chef en 1854, la rénovation de l’Hôtel de ville de Lyon est déjà entamée.
Entre 1854 et 1860, il restaure complètement l’Hôtel de ville de Lyon en suivant les plans de René Dardel à qui il succède, prenant ainsi la suite de Louis Cécile Flacheron après l’incendie qui l’a ravagé le 14 juillet 1803. Durant ces années, il réalise une monographie de 76 planches gravées ou coloriées restituant l’histoire de l’Hôtel de ville de Lyon. Il y écrit sur ses propres travaux :
« Pendant près de deux années, nous donnâmes nos soins au rétablissement des corniches, et, en général, de toutes les parties en saillie, des moulures et des sculptures. Le grand balcon, les sculptures du portail, la charpente du corps de logis central, les bas-reliefs en ronde-bosse des frontons des pavillons, les deux statues isolées du centre, les carotides accompagnant la statue d’Henri IV et les génies qui la couronnent, furent refaits en entier » .
Cette description assez complète oublie néanmoins la reproduction des quatre médaillons en blonde du rez-de-chaussée et le lavage délicat de la façade. Le coût de cette restauration complète s’élève à 2 468 590 francs (meubles compris.) Les travaux sont accomplis avec l'aide des personnes suivantes :
- des décorateurs: Alexandre Denuelle, de Paris, et Beuchot, de Lyon
- des statuaires et des sculpteurs : Fabisch, Bonnet, d’Aubert, etc.
- des peintres : Janmot, Saint-Jean
- des peintres de sujets historiques : Picot et Jobbé Dubal
- des peintres de peintures de paysages : Ponthus-Cinier[31].

### Réalisation de l'église Saint-Pierre de Vaise

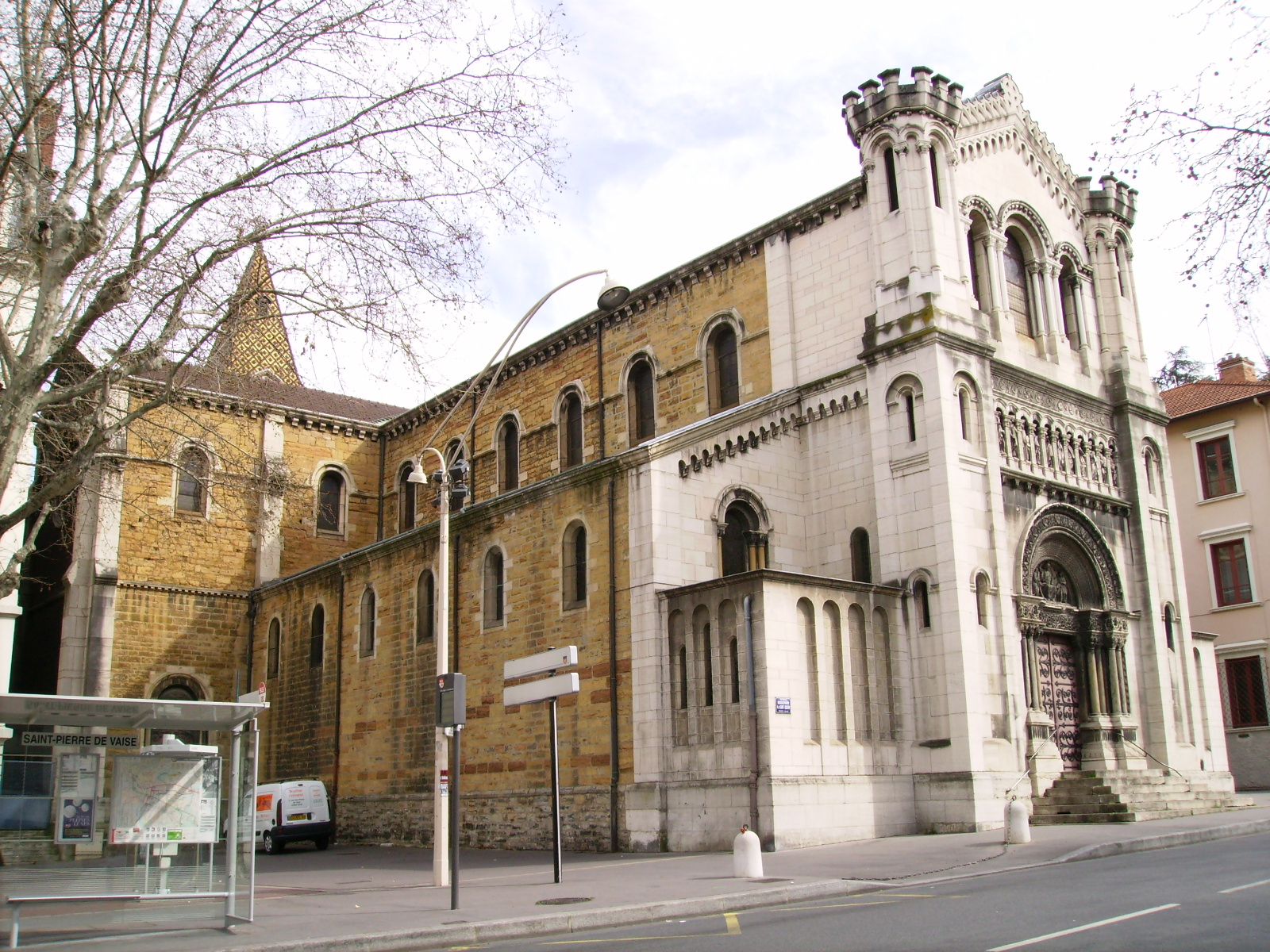
L'église Saint-Pierre de Vaise de Lyon

Tony Desjardins participe également à l’élaboration des plans de l’église Saint-Pierre de Vaise, commencée vers 1844. Il fait appel à différents artistes dont le sculpteur Guillaume Bonnet pour l'aider. À l’époque, une précédente église occupait la place de l’actuelle, elle a dû être démolie pour en prévoir la nouvelle construction.
« L’ancienne église existant alors sur le terrain que devaient occuper les nouvelles constructions, ayant été démolie, on trouva que ses fondations reposaient sur des fragments d’architecture romaine très nombreuse, entassés sans ordre au fond des tranchées. Au point de vue de l’histoire des temps passés, ce fût une découverte d’une certaine valeur, et je m’empresse de mentionner ici avec quelle sollicitude Desjardins surveilla l’extraction de ces monuments mutilés, dont quelques-uns présentant le plus haut intérêt, ont une place marquée aujourd’hui sous les galeries de notre palais Saint-Pierre. ».
Les plans dessinés par Tony Desjardins ne sont actuellement pas consultables mais ceux de la construction de l’église Saint-Irénée sont disponibles.

### Modification du lycée Saint-Just

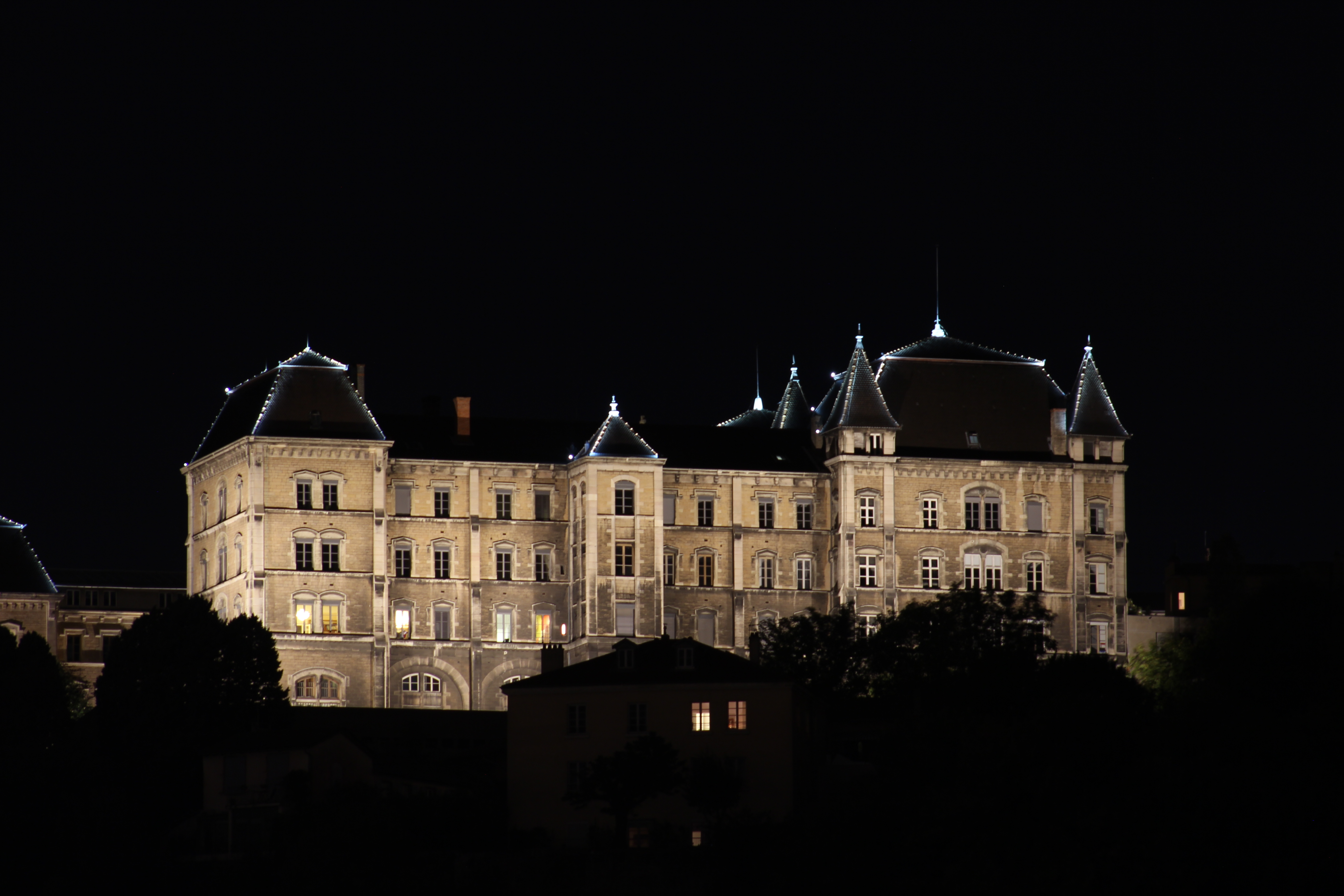
Le Lycée Saint-Just de Lyon la nuit

Avant de devenir le lycée de Saint-Just, le bâtiment a occupé de nombreuses fonctions. Les travaux de restauration de la crypte ancienne, jugée trop vétuste, ont été réalisés en 1863. Le bâtiment accueille par la suite de jeunes séminaristes étudiant la théologie jusqu’en 1908, date à laquelle il prend le nom de Saint-Just. Ce bâtiment a lui-même été une église auparavant. Après la séparation de l'Église et de l’État, le bâtiment a été successivement la Caisse des Dépôts et Consignations en 1912 puis un hôpital pendant la Première Guerre Mondiale. En 1928, il est devenu l'internat du Lycée E. Quinet (aujourd'hui Edouard Herriot). Ce n'est qu'en 1946, qu'il devint autonome. Quant à Tony Desjardins, il a participé aux travaux de l’église dans le but d’en faire le Grand Séminaire.
Le plus gros changement s'opère en 1928, lorsque les locaux sont transformés pour que puisse s'y établir l’internat du lycée Edgard Quinet, l’externat se situant au futur lycée Edouard Herriot, dont dépend Saint-Just. Quelques classes fonctionnent déjà dont celles d'une école maternelle municipale. En 1946, la séparation avec le lycée Edouard Herriot est effective et le Lycée Saint-Just ouvre ses portes.

## Distinctions
Desjardins entre à la société académique d'architecture de Lyon le 5 juillet 1851, dont il sera président de 1859 à 1860, 1863 à 1864 et 1873 à 1874. Il est également membre de l'académie des sciences, belles-lettres et arts de Lyon en 1855 (Émile Joseph Belot lui succède en 1882), ainsi que de la société de géographie de Lyon.
Il est fait chevalier de la Légion d'honneur le 30 juillet 1858.

## Liste de ses écrits
- Le marché couvert à Lyon
- L'art des Etrusques et leur nationalité
- Les camps retranchés des environs de Nice dans le département des Alpes-Maritimes
- Reconstruction du théâtre des Célestins : rapport
- Monographie de l'Hôtel de Ville de Lyon restauré sous l'administration de MM. Vaisse et Chevreau, sénateurs
- La Vénus de Vienne ; Note sur les restes de murailles antiques situées à Vienne au-dessous du Mont Pipet ; Le temple romain de Vienne en Dauphiné
- Chapelle de Châtillon-d'Azergues
- Notice sur les antiquités du village de Vieu en Val-Romey (Ain)
- Notice sur l'Hôtel de ville de Lyon et sur les restaurations dont il a été l'objet
- Qu'est-ce que l'archéologie ? Discours prononcé dans la séance publique de l'Académie impériale des sciences, belles-lettres et arts de Lyon, du 24 juin 1856
- Histoire de l'Hôtel de ville de Lyon depuis l'époque de sa construction jusqu'à nos jours
- Les travaux archéologiques de M. Flouest
- Manuel d'architecture religieuse au Moyen Âge, résumé de la doctrine des meilleurs auteurs, J. F. A. Peyré; seconde édition, enrichie par Tony Desjardins
- Rapport de la Commission nommée par l'Académie de Lyon pour l'organisation de la Martinière des filles